# Campell
Campell, también llamado Poble de Baix («Pueblo de Abajo»), es un núcleo de población que, junto con Benimaurell, Fleix y Fontilles forma el municipio de Vall de Laguart, en la comarca de la Marina Alta, al noreste de la provincia de Alicante (España). Cuenta con una población de 279 habitantes (INE 2015).

## Historia
Hasta 1609, momento de la expulsión de los moriscos, Campell (también escrito Campsiel) era un pueblo independiente, pero tras la repoblación en 1611 pasó a formar una unidad junto con Fleix y Benimaurell. Campell está ubicado en un espolón alargado entre dos barrancos, característica que condiciona un plano lineal.  Surgió como pueblo-calle en el camino que seguía el interfluvio (calles Cervantes y Rei en Jaume). La construcción de la carretera configuró una calle paralela con la parte trasera de las casas directamente sobre el barranco. Dicha calle atraviesa la plaza de Santa Anna, centro social del pueblo, y donde se alza la iglesia homónima. En la década de 1990 el núcleo de Campell contaba con 149 casas.

## Patrimonio
- Iglesia de Santa Ana (Església de Santa Anna): de planta rectangular con cubierta a dos aguas y nave cubierta con bóveda de cañón, pasillos laterales con capillas, construida en 1704.[3]